# Sha'alvim
Sha'alvim (en hebreo: שעלבים) es un kibutz religioso que está situado en el distrito central de Israel, Shaalvim es uno de los dos únicos kibutzes que están afiliados con el partido político Poalei Agudat Yisrael (siendo el otro el kibutz Hafetz Haim). El pueblo está situado cerca de la ciudad de Modín-Macabim-Reut, y está bajo la jurisdicción del Consejo Regional de Guézer. En el año 2016, el pueblo tenía una población de 1.769 habitantes.

## Historia
El kibutz fue fundado el 13 de agosto de 1951, por un grupo de voluntarios del Nahal pertenecientes al movimiento juvenil Ezra, en tierras de la despoblada aldea palestina de Salbit, con el nombre de un lugar bíblico mencionado en el Libro de Josué, en el Libro de los Jueces, y en el Libro de los Reyes. La colina ubicada entre el kibutz y la población de Nof Ayalon es comúnmente conocida como Tel Shaalvim. Hasta la Guerra de los Seis Días, el kibutz fue blanco de numerosos ataques procedentes de Cisjordania, debido a su proximidad a la Línea Verde. Según un documento capturado perteneciente a la legión árabe jordana, la legión planeaba atacar la aldea y masacrar a todos sus residentes. En 1961, una yeshivá, llamada Yeshivá Shaalvim, fue fundada en el pueblo de Shaalvim, y más tarde se convirtió en un gran centro regional de educación religiosa.